# Mammen (plaats)
Mammen is een plaats in de Deense regio Midden-Jutland, gemeente Viborg. De plaats telt 310 inwoners (2019). Mammen ligt in de parochie Mammen (Deens: Mammen Sogn).

## Geschiedenis
De kerk van Mammen (Deens: Mammen Kirke) is gebouwd rond 1150 in romaanse stijl. De kerk was verbonden aan de Dom van Viborg. In de 16e eeuw werd het schip in westelijke richting verlengd.
In 1868 werd Mammen bekend dankzij een Vikinggraf dat tijdens graafwerk in Bjerringhøj door een boer werd gevonden. Het graf bevatte vele voorwerpen en wijst op een rijke man die in de winter van 970-971 n.Chr. is begraven. De vondst gaf haar naam aan de Mammenstil, een stijlperiode in de Scandinavische kunst.

## Economie
In Mammen bevindt zich een grote zuivelfabriek, die voor enkele Deense merken kaas produceert.
- Virtual International Authority File: 238500448
- WorldCat: E39PBJwHcFpH4tfbGDwh4pFVG3